# Antoni Żelazny (ksiądz)
Antoni Żelazny (ur. 1810 w Żmigrodzie, zm. 1866 w Jarosławiu) – proboszcz Jarosławski.

## Życiorys
Urodził się w 1810 w Żmigrodzie, w cyrkule jasielskim. Nauki początkowe pobierał w Jaśle, zaś gimnazjalne i filozoficzne w Przemyślu. Tam też rozpoczął studia teologiczne, które dokończył w Wiedniu jako alumn c.k. konwiktu. Święcenia kapłańskie otrzymał w 1833. Po otrzymaniu święceń pracował jako wikary i katecheta w Jaśle. W 1837 złożył egzamin konkursowy na proboszcza po czym w 1839 przeniesiony został do Jarosławia, gdzie w latach 1840–1851 pełnił funkcję katechety szkoły realnej. Równocześnie kontynuował studia z teologii moralnej, które ukończył w 1848 złożeniem egzaminu profesorskiego. Po śmierci ks. Jakuba Waydowicza, uchwałą Rady miejskiej z 16 kwietnia 1851 otrzymał probostwo Jarosławskie. W 1857 mianowany został przez konsystorz biskupi dziekanem Jarosławskim oraz nadzorcą powiatowym szkół, a w 1859 sędzią surogatem (zastępcą sędziego konsystorskiego) w sprawy małżeńskie. Był honorowym obywatelem Jarosławia. Dzięki jego wielkiemu zaangażowaniu i niespożytej energii jako przewodniczącego komitetu odbudowy, spalony w 1862 kościół farny został odbudowany i zaopatrzony w niezbędne sprzęty. Radny Rady miejskiej od 1840 aż do śmierci oraz radny rady powiatu w latach 1857–1866. Zmarł 20 lutego 1866 w Jarosławiu po ciężkiej chorobie płuc.

## Literatura
- Jacek Hołub, Dawne kolegium oo. Jezuitów. Kolegiata Bożego Ciała w Jarosławiu, Jarosław 2004
- Jakub Makara, Parafia łacińska w Jarosławiu, Jarosław 1950
- XV Sprawozdanie Dyrekcji c.k. wyższej szkoły realnej a VI c.k. gimnazjum w Jarosławiu za rok szkolny 1890 Jarosław 1890